# Karangbanjar
Karangbanjar is een bestuurslaag in het regentschap Purbalingga van de provincie Midden-Java, Indonesië. Karangbanjar telt 4019 inwoners (volkstelling 2010).